# Ctenichneumon panzeri
Ctenichneumon panzeri là một loài tò vò trong họ Ichneumonidae.